# Делл (футболист)
Вендерсон Вандерлей Сантус ди Мело (порт. Wenderson Wanderley Santos de Melo; родился 9 июня 2008), более известный как Делл (порт. Dell) — бразильский футболист, нападающий клуба «Баия».

## Клубная карьера
Воспитанник футбольной академии клуба «Баия». В основном составе клуба дебютировал 15 февраля 2025 года в матче Чемпионата Баии против клуба «Барселона».

## Карьера в сборной
В 2025 году в составе сборной Бразилии до 17 лет сыграл на чемпионате Южной Америки для игроков до 17 лет, забив победный гол в полуфинальном матче против сборной Чили.

## Достижения
Сборная Бразилии (до 17 лет)
- Победитель чемпионата Южной Америки для игроков до 17 лет: 2025